# Новый Быт (станция)
Но́вый Быт  — железнодорожная станция  Волховстроевского отделения Октябрьской железной дороги. Располагается в одноимённом пристанционном посёлке Шумского сельского поселения Кировского района Ленинградской области.
Станция промежуточная, 4 класса. Имеет 7 путей. Пути I, II, 3, 4, 6 — приёмо-отправочные; 8, 10 — пути ЭЧ. Все приёмо-отправочные пути электрифицированы.
Возле платформы, с северной стороны пути, расположена братская могила советских воинов, погибших в 1942 году. В ограде — крест и стела с фамилиями: Н. Е. Москалёв, А. И. Иванов, Ф. Г. Ковригин, И. Ф. Попов, М. Потемкин, Д. А. Пульрев, А. П. Белов.
На станции останавливаются все проходящие через неё электропоезда, кроме электропоездов, следующих по маршрутам Санкт-Петербург — Бабаево и Санкт-Петербург — Свирь.

### Расписание электропоездов
- Расписание электропоездов на сайте СЗППК
- Расписание электропоездов на Яндекс.Расписаниях
- Расписание электропоездов на tutu.ru